# Ахтар Мансур
Ахтар Мансур, також відомий як Мулла Ахтар Мансур (пушту ملا اختر منصور) — лідер Талібану після смерті Мулли Омара. Польовий командир, займав пост міністра цивільної авіації під час Ісламського Емірату Афганістану.

## Біографія

### Смерть
На початку грудня 2015 року з'явилися повідомлення про те, що Ахтар Мансур загинув під час перестрілки з іншими ватажками угруповання, але пізніше ця інформація була спростована.
21 травня 2016 року американський безпілотник завдав ракетного удару по автомобілю, в якому, імовірно, знаходився Ахтар Мансур. 22 травня інформацію про загибель лідера Талібану підтвердили високопоставлений командир угруповання Мулла Абдул Рауф і прем'єр-міністр Афганістану Абдулла Абдулла.
Ракетний удар стався в прикордонному районі між Афганістаном і Пакистаном. В операції брали участь кілька американських безпілотників, їх метою був автомобіль з бойовиками.
Наступником Ахтара Мансура на посаді лідера руху «Талібан» став мавлаві Хайбатулла Ахундзада.